# Pterostichus putus
Pterostichus putus är en skalbaggsart som beskrevs av Thomas Casey. Pterostichus putus ingår i släktet Pterostichus och familjen jordlöpare. Inga underarter finns listade i Catalogue of Life.